# Wasilij Goriszni
Wasilij Akimowicz Goriszni (ros. Василий Акимович Горишний, ukr. Василь Акимович Горишній, Wasyl Akimowycz Horysznij; ur. 16 stycznia?/29 stycznia 1903 w Pawłohradzie, zm. 15 lutego 1962 w Symferopolu) – radziecki dowódca wojskowy, generał porucznik, Bohater Związku Radzieckiego (1943).

## Życiorys
Urodził się w ukraińskiej rodzinie robotniczej. Skończył 6 klas niepełnej szkoły średniej, w grudniu 1919 wstąpił do Armii Czerwonej, był sekretarzem wydziału politycznego powiatowej komendantury wojskowej w Pawłohradzie, później pracował w sekcji operacyjnej sztabu 4 Dywizji Kawalerii 1 Armii Konnej. Uczestniczył w wojnie domowej w Rosji, w walkach przeciw wojskom Denikina i Wrangla, a także w wojnie z Polską 1920 i walkach z formacjami Machno. Od czerwca 1921 służył w Wojskach Wewnętrznych OGPU, m.in. jako dowódca kompanii (od lutego 1922), w 1929 ukończył Zjednoczoną Szkołę Wojskową w Kijowie, we wrześniu 1929 został pomocnikiem szefa sztabu pułku konwojowego OGPU, od września 1933 do stycznia 1935 był szefem sztabu 5 pułku konwojowego OGPU w Mińsku, potem szefem sztabu 226 pułku konwojowego wojsk OGPU w Mińsku. We wrześniu 1939 został szefem wydziału, pomocnikiem szefa i następnie szefem wydziału Sztabu Wojsk Pogranicznych i Wewnętrznych NKWD Białoruskiej SRR, we wrześniu 1939 brał udział w zajmowaniu Zachodniej Białorusi, czyli agresji ZSRR na Polskę. W 1940 ukończył wydział wieczorowy Akademii Wojskowej im. Frunzego, w czerwcu 1941 został szefem Wydziału Przysposobienia Bojowego Sztabu Wojsk Pogranicznych NKWD Białoruskiej SRR, od czerwca 1941 uczestniczył w wojnie z Niemcami. 23 czerwca 1941 w składzie grupy pograniczników NKWD brał udział w walkach w rejonie Wołkowyska na Froncie Zachodnim, a wkrótce potem w bitwie pod Smoleńskiem, w sierpniu 1941 został pomocnikiem szefa i szefem Wydziału Przysposobienia Bojowego Zarządu 2 NKWD ZSRR, a we wrześniu 1941 szefem nogińskiego sektora ochrony i obrony Moskiewskiej Strefy Obrony.
Brał udział w bitwie pod Moskwą, w lutym 1942 objął dowództwo 8 Dywizji Wojsk NKWD w składzie 6 Armii Frontu Południowo-Zachodniego, w kwietniu 1942 został dowódcą 13 Dywizji Wojsk NKWD 38 Armii Frontu Południowo-Zachodniego, uczestniczył w obronie Woroneża i Kupiańska, we wrześniu 1942 objął dowództwo 95 Dywizji Piechoty (sformowanej na bazie 13 Dywizji Wojsk NKWD). 19 września 1942 wraz z dywizją przekroczył Wołgę i wziął udział w bitwie pod Stalingradem i walkach w składzie 62 Armii na Froncie Stalingradzkim i Dońskim; w marcu 1943 dywizja otrzymała miano 75 Gwardyjskiej Dywizji. Od 5 do 11 lipca 1943 na czele dywizji uczestniczył w bitwie pod Kurskiem w składzie 13 Armii Frontu Centralnego, we wrześniu 1943 w operacji czernihowsko-prypeckiej i bitwie o Dniepr w rejonie wyszogrodzkim w obwodzie kijowskim, za co otrzymał tytuł Bohatera Związku Radzieckiego. Później jego dywizja została włączona w skład 65 Armii, biorąc udział w operacji homelsko-rzeczyckiej i kalenkowicko-mozyrskiej, w operacji białoruskiej, walkach o Rygę i forsowaniu zachodniej Dźwiny w składzie 1 Armii Uderzeniowej. 27 grudnia 1944 dywizja została ulokowana w Polsce w rejonie Mińska Mazowieckiego, gdzie w składzie 61 Armii w styczniu 1945 brała udział w walkach o przyczółek magnuszewski na Wiśle; na początku kwietnia 1945 sforsowała Odrę, później brała udział w walkach na terytorium Niemiec. Po wojnie Goriszni nadal dowodził dywizją, w lipcu 1946 objął dowództwo 17 Samodzielnej Brygady Piechoty w Moskiewskim Okręgu Wojskowym, od września 1946 do grudnia 1951 dowodził 4 Gwardyjską Dywizją Zmechanizowaną w Kijowskim Okręgu Wojskowym, w 1952 ukończył wyższe kursy akademickie przy Wyższej Akademii Wojskowej im. Woroszyłowa i został dowódcą 1 Gwardyjskiego Korpusu Piechoty w Moskiewskim Okręgu Wojskowym. 3 sierpnia 1953 otrzymał stopień generała porucznika, od czerwca 1956 do maja 1957 dowodził 25 Korpusem Piechoty, później 45 Specjalnym Korpusem Armijnym w Symferopolu, w 1961 został zwolniony do rezerwy. Był deputowanym do Rady Najwyższej RFSRR 2 kadencji (1947-1951) i Rady Najwyższej Ukraińskiej SRR 3 kadencji (1951-1955).

## Odznaczenia
- Złota Gwiazda Bohatera Związku Radzieckiego (17 października 1943)
- Order Lenina (dwukrotnie, 17 października 1943 i 22 lutego 1945)
- Order Czerwonego Sztandaru (czterokrotnie, 1942, 14 lipca 1943, 3 listopada 1944 i 1953)
- Order Suworowa II klasy (dwukrotnie, 4 marca 1945 i 7 czerwca 1945)
- Order Kutuzowa II klasy (23 lipca 1944)
- Order „Znak Honoru” (1942)
- Medal „Za obronę Moskwy”
- Medal „Za obronę Stalingradu”

I inne.